# 天门半夏
天门半夏，也称荆半夏，是指中华人民共和国湖北省天门市生产的半夏，是中药半夏的一个主要产地。

## 特点
天门半夏主要以多宝、张港、拖市、小庙等地生产的半夏为上品。1974年，中国科学院医药研究所在多宝选购荆半夏进行药理分析，并将其作为半夏的标本。同年中国进出口公司也选用荆半夏作为出口样品，在广州交易会上展出。

## 相关
- 潜半夏